# Gaboltov
Gaboltov je obec a poutní místo na Slovensku v okrese Bardejov.
Gaboltov leží asi 15 kilometrů severozápadně od Bardejova v údolí potoka Kamenec pod vrchem Busov. Asi 3 km od obce probíhá slovensko–polská státní hranice.
Žije zde 492 obyvatel, první písemná zmínka pochází z roku 1247. Nachází se zde římskokatolický kostel svatého Vojtěcha ze 14. století s milostným obrazem Panny Marie, k němuž se každoročně koná pouť (Gaboltovský odpust).